# لیو هایینگ
لیو هایینگ (انگلیسی: Liu Haiying؛ زادهٔ ۳ آوریل ۱۹۶۴)  تیرانداز زن اهل چین بود. وی در بازی‌های المپیک تابستانی ۱۹۸۴ و ۱۹۸۸ حضور داشته‌است.